# ويل هيرنغ
ويل هيرنغ (بالإنجليزية: Will Herring)‏ هو لاعب كرة قدم أمريكية أمريكي، ولد في 28 أغسطس 1983 في أوبيليكا في الولايات المتحدة.

## وصلات خارجية
- ويل هيرنغ على موقع مرجع كرة القدم المحترفة.كوم (الإنجليزية)